# Waldfriedhof Tallinn
Koordinaten: 59° 28′ 11″ N, 24° 52′ 14″ O

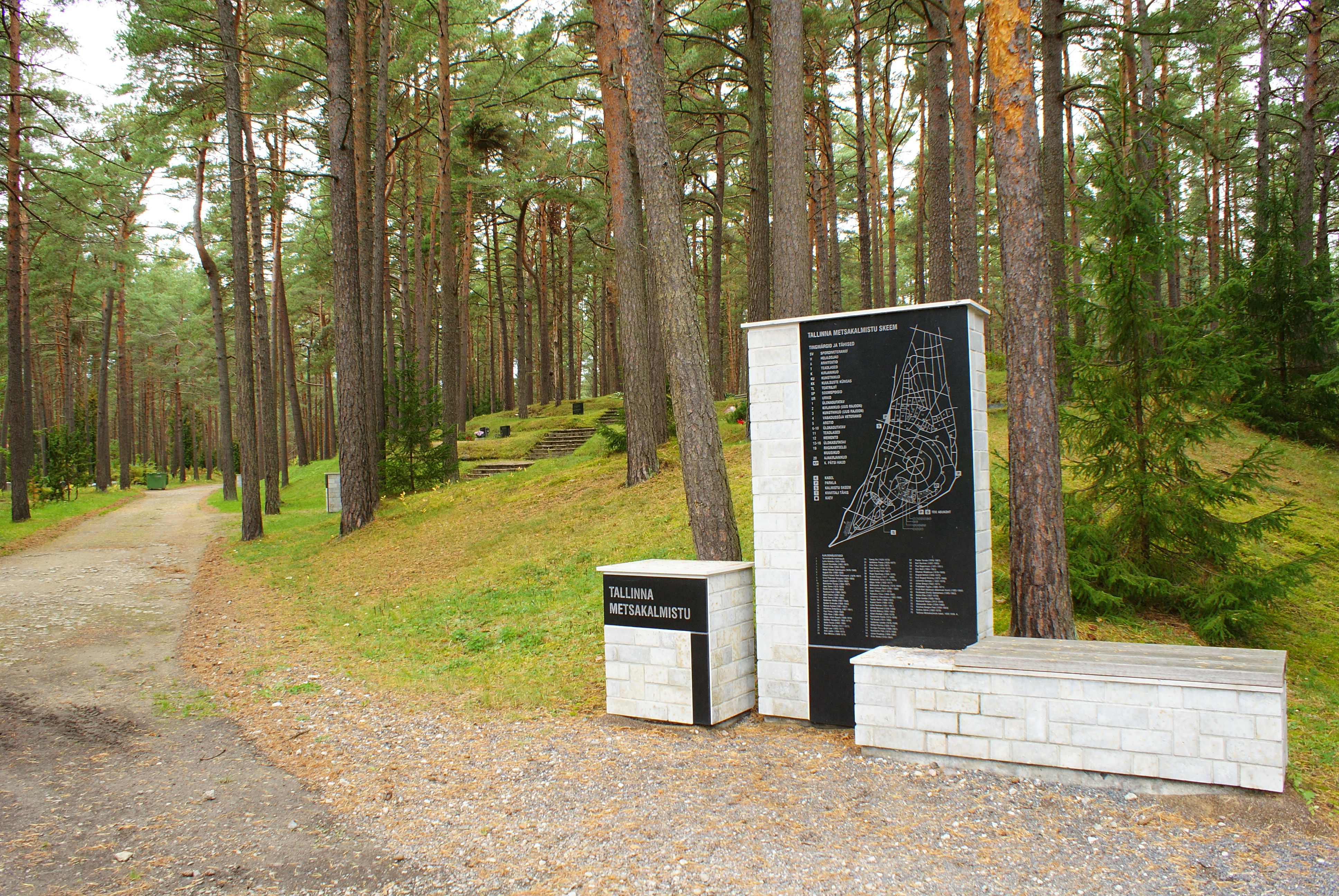
Eingangsbereich des Waldfriedhofs

Der Tallinner Waldfriedhof (estnisch Tallinna Metsakalmistu) ist der Prominentenfriedhof der Republik Estland.
Der Waldfriedhof von Tallinn wurde 1933 im Stadtbezirk Kloostrimetsa angelegt. Im Jahre 1939 wurde er offiziell eingeweiht. Er umfasste damals eine Fläche von 24,2 Hektar und wurde seither auf 48,4 Hektar vergrößert.
Auf dem Waldfriedhof dominieren die Ruhe und ungestaltete Natürlichkeit der Landschaft und des Waldes. Die Gräber selbst sollen sich durch Bescheidenheit in die Natur einpassen. Es fehlen daher großartige Grabmonumente. Die Höhe der Grabsteine ist auf 1,5 m begrenzt.
1936 wurde auf dem Gelände eine kleine Kapelle errichtet, die 1996 renoviert wurde.
Der Metsakalmistu ist seit seiner Gründung Grabstätte für die wichtigen Persönlichkeiten Estlands. 1933 wurde dort als Erster der Schriftsteller Eduard Vilde beigesetzt.

## Persönlichkeiten (Auswahl)
- Politiker: Konstantin Konik, Lennart Meri, Konstantin Päts, Artur Vader, Aleksander Varma
- Künstler: August Alle, Eduard Bornhöhe, Heino Eller, Gustav Ernesaks, Eduard Hubel, Albert Kivikas, Lydia Koidula, Hendrik Krumm, Mati Kuulberg, Ants Lauter, Georg Ots, Adolf Vedro, Voldemar Panso, Johannes Semper, Juhan Smuul, Lepo Sumera, Anton Hansen Tammsaare, Friedebert Tuglas, Raimond Valgre, Eduard Vilde
- Sportler: Paul Keres, Johannes Kotkas, Kristjan Palusalu